# Ricardo Moss
José Ricardo Moss (Colonia del Sacramento, Uruguay; 18 de julio de 1949 - Acarigua, Venezuela; 4 de agosto de 2015) fue un futbolista, preparador físico, asistente técnico y entrenador uruguayo nacionalizado venezolano. Jugaba como defensor central. Era apodado como El mudo.
Moss llegó a Venezuela a los 23 años en 1972, más específicamente a la ciudad de Acarigua, donde se radicaría hasta su muerte una vez que se retiró del fútbol profesional.
Moss formó parte de la década de los sesenta del Portuguesa Fútbol Club, conquistando cinco campeonatos de Primera División de Venezuela, con ello disputó cinco Copa Libertadores de América. Además de jugador insigne, Moss llegó a ser preparador físico, asistente técnico y entrenador del Portuguesa una vez retirado y en diferentes épocas.
En 1977 disputó sus primeros partidos con la selección de fútbol de Venezuela en la eliminatoria Mundial de Argentina 1978, enfrentando a Uruguay y Bolivia. El 20 de enero de ese año debutó con la nacional en un amistoso disputado en Acarigua ante Ecuador que ganó Venezuela 1:0 con un gol suyo marcado a los 28 minutos.

## Palmarés

### Campeonatos nacionales
| Título           | Club       | Año  |
| ---------------- | ---------- | ---- |
| Copa Venezuela   | Portuguesa | 1973 |
| Primera División | Portuguesa | 1973 |
| Primera División | Portuguesa | 1975 |
| Copa Venezuela   | Portuguesa | 1976 |
| Primera División | Portuguesa | 1976 |
| Copa Venezuela   | Portuguesa | 1977 |
| Primera División | Portuguesa | 1977 |
| Primera División | Portuguesa | 1978 |